# Фушран (Ду)
Фушран (фр. Foucherans) насеље је и општина у источној Француској у региону Франш-Конте, у департману Ду која припада префектури Безансон.
По подацима из 2011. године у општини је живело 447 становника, а густина насељености је износила 40,82 становника/km². Општина се простире на површини од 10,95 km². Налази се на средњој надморској висини од 550 метара (максималној 570 m, а минималној 350 m).

## Демографија
| 1962. | 1968. | 1975. | 1982. | 1990. | 1999. | 2011. |
| ----- | ----- | ----- | ----- | ----- | ----- | ----- |
| 147   | 198   | 212   | 262   | 291   | 330   | 447   |

График промене броја становника у току последњих година